# 山根舞
山根 舞（やまね まい、1980年9月15日 - ）は、日本の女優、声優。演劇集団 円所属。東京都出身。

## 人物
人形劇団を営む両親の元に生まれる。父は人形劇団プークから独立し人形劇団ポポロを立ち上げ、NHK総合TV『ひげよさらば』で主役のヨゴロウザを演じた山根宏章。両親の影響で、小さな頃から舞台に慣れ親しんだ。初舞台は9歳の時、人形劇『ピノッキオ』の人間になったピノッキオ役。
人形劇の仕事を支える美術に興味を持ち、絵本やグラフィック・舞台美術を学ぶために武蔵野美術大学に入学。卒業後2年間グラフィックデザイナーとして会社に勤めたが、演劇の世界に進んでいた兄の影響もあり「もっと幅広く表現者として活動したい」という思いから2004年に会社に辞表を出し、演劇集団円の研究所の門を叩いた。
2006年演劇集団円に入団。舞台『あらしのよるに』で沖縄、四国、首都圏などで旅回りを行う。入団後すぐの頃は代役などの仕事が多く、裏方に徹した時期もあったという。以後、小劇場や劇団の公演に多数出演。劇団の若手公演などにも積極的に参加している。
2009年からは声優としても活動しており、その中で人生を変えるかけがえのない出会いが沢山あったと語っている。子供から老け役まで幅広く演じるが、特に10代〜20代の女子の声を担当することが多い。

## 出演
太字はメインキャラクター。

### 舞台
- ピノッキオ（ピノッキオ役）岐阜、長野、首都圏（旅公演）
- 森さん笑っていいんですよ（イヌイカナ役）円 第1スタジオ
- どんどこどん（少女役） ステージ円
- 7ストーリーズ （リリアン役） 両国シアターX
- オセロー 紀伊國屋ホール
- あらしのよるに（リス役） 両国シアターX、沖縄、四国、長野、首都圏（旅公演）
- ナ、ポリタン（片瀬役） サイスタジオ小茂根
- 新ハムレット （ガーツルード役） ステージ円
- 赤ずきんちゃんの森の狼たちのクリスマス （水玉兎役） 両国シアターX、首都圏（旅公演）
- Little Eyolf-ちいさなエイヨルフ （アスタ役） atelier SENTIO
- 坂の上の家（陽子役） 銀座みゆき館劇場
- 紙とエンピツ（編集者 杉野役）シアター風姿花伝
- シーンズ フロム ザ ビッグ ピクチュアー（マギー・リトル役） 紀伊國屋ホール
- てぶくろを買いに（子ギツネ役）山梨、首都圏（旅公演）
- マンハッタンの女たち（ロンダ・ルイーズ役） 円 第1スタジオ
- 三人姉妹（マーシャ役）ステージ円
- うたがいっぱい ステージ円
- クライムス・オブ・ザ・ハート（ベイブ役）ステージ円
- ワーニャおじさん （ソーニャ役）池袋芸術劇場 シアターウェスト
- おばけりんご（マママ役）両国 シアターX  他

### テレビドラマ
- やっとかめ探偵団（加藤恵子）

### テレビ
- テレビ埼玉 Ballroom stars総合司会

### 映画
- SPACE BATTLESHIP ヤマト（技術班隊員）

### ショートフィルム
- NANA MIZUKI LIVE GRACE 2013 -OPUS II-
- short movie 「GRACE 踊る グリークラブ」

### CM
- テイク&ギヴニーズ（R-CM）
- オリエンタルランド（R-CM）

### テレビアニメ
- コンクリート・レボルティオ〜超人幻想〜（2015年、東崎倫子）
- 僕のヒーローアカデミア（2017年 - 2018年、ウワバミ[3]） - 2シリーズ[一覧 1]
- どろろ（2019年、男の子）
- ダンス・ダンス・ダンスール（2022年、都の友人の母）
- AIの遺電子（2023年、ケンジ）
- 謎解きはディナーのあとで（2025年、黛香苗[4]）

### 劇場アニメ
- ももへの手紙（2012年）
- 009 RE:CYBORG（2012年）

### ゲーム
- キングダム ハーツIII（2019年、ハニー・レモン）
- LOST JUDGMENT 裁かれざる記憶（2021年、澤陽子[5]）
- タクティクスオウガ リボーン（2022年）
- ファイナルファンタジーXVI（2023年、ミド）
- Stellar Blade（2024年、タキ）
- スター・ウォーズ 無法者たち（2024年、レディ・キーラ[6]）

### デジタルコミック
- VOMIC magico（2011年、アニス）
- りぼんチャンネル配信 まんが動画 
  - REC-君が泣いた日-（2018年、相沢みなみ）
  - 吸血鬼と薔薇少女（2018年、白咲千結）
  - スターティングスタディ リスタート（2018年、南屋敷ようこ）
  - コンプレックスガール（2018年、ひな）
  - 女装男子はじめました（2018年、月島杏）
  - チョコタン！（2019年、羽鳥ナオ）
  - らいらっく（2019年、和泉紫花）
  - ラブゾンビ!? 2 〜the kiss〜（2019年、なつめ(幼少期)）
  - ハニーレモンソーダ（2019年、多央）
  - 絶叫学級 転生（2019年、真野、2020年、百加、恵麻、春希）
  - 古屋先生は杏ちゃんのモノ（2019年、笹岡結）
  - アイちゃんのコイワズライ（2019年、鈴本加恋）
  - 世良さんちの シリーズ（2019年、カスタン）
  - 黒崎鷹也にはかなわない（2019年、清弟）
  - ゴーストアート（2019年、キズナ）
  - 8月のひみつ基地（2019年、羽鳥向日葵）
  - かなわない、ぜったい。〜きみのとなりで気づいた恋〜（2019年、樋口ほのか）
  - 小悪魔王子の花嫁は（2019年、雛森めい子）
  - 睡蓮と寿命の瓶（2019年、菜乃花）
  - ハツコイと太陽（2019年、秋葉モモ、瀬戸姫花）
  - やさしいしにがみ（2020年、明日見天）
- 別冊マーガレット公式チャンネル配信 まんが動画 月のお気に召すまま（2019年、亀井歩）

### 吹き替え

#### 映画（吹き替え）
- アイ・アム・ナンバー4
- アイリッシュマン
- あの日、欲望の大地で（マリア）
- アルマゲドン2011（カール・ヤング〈キルステン・プラウト〉）
- 英国王のスピーチ（リリベット）
- エクスティンクション 地球奪還（アリス〈リジー・キャプラン〉）
- エレクトリシティ（リリー〈アギネス・ディーン〉）
- 鑑定士と顔のない依頼人（クレア〈シルヴィア・ホークス〉）
- 奇人たちの晩餐会 USA
- ゲーテの恋 〜君に捧ぐ「若きウェルテルの悩み」〜
- コンテイジョン（ジョリー）
- ザ・ライト -エクソシストの真実-
- SOMEWHERE（クレア）
- 幸せへのキセキ （キャサリン・ミー〈ステファニー・ショスタク〉）
- ジェニジュノ
- シャンハイ（スミコ〈菊地凛子〉）
- 死霊高校（ファイファー〈ファイファー・ブラウン〉）
- スマーフ
- ソウル・サーファー（ベサニー・ハミルトン〈アナソフィア・ロブ〉）
- 抱きたいカンケイ（ケイティ・カーツマン〈オリヴィア・サールビー〉）
- 食べて、祈って、恋をして
- 超強台風
- トゥモロー・ウォー（エミー〈ベティ・ギルピン〉[7]）
- ニューイヤーズ・イブ
- ハーヴェイ（マートル・メエ・シモンズ）
- パージ:エクスペリメント（ナイア〈レックス・スコット・デイヴィス〉）
- バトルシップ
- ハンガー・ゲーム（クローヴ〈イザベル・ファーマン〉）
- ハン・ソロ/スター・ウォーズ・ストーリー（キーラ〈エミリア・クラーク〉[8]）
- 白夜行
- ファンタスティック・ビーストとダンブルドアの秘密（ヘンリエッタ・フィッシャー〈ヴァレリー・パフナー〉[9]）
- プーと大人になった僕
- フォックスキャッチャー（ナンシー・シュルツ〈シエナ・ミラー〉[10]）
- 復讐捜査線（エマ・クレイヴン〈ボヤナ・ノヴァコヴィッチ〉）
- ブッシュウィック-武装都市-（ルーシー〈ブリタニー・スノウ〉）
- フッド: ザ・ビギニング（マリアン〈イヴ・ヒューソン〉）
- +1［プラスワン］（ジル〈アシュリー・ヒンショウ〉）
- フラワーショウ!（メアリー・レイノルズ〈エマ・グリーンウェル〉）
- ペントハウス
- マーベル・シネマティック・ユニバース
  - キャプテン・アメリカ/ザ・ファースト・アベンジャー（コニー〈ジェナ・ルイーズ・コールマン〉）
  - ソー:ラブ&サンダー（ジェーンの母[11]）
- マダム・ウェブ（コンスタンス・ウェブ〈ケリー・ビシェ〉[12]）
- マチェーテ

#### ドラマ
- 愛だと言って（シム・ヘソン〈キム・イェウォン〉）
- ER XV 緊急救命室 #21（ヘザー・ランフォード〈ダグニー・カー〉）
- ヴァンパイア・ダイアリーズ（メレディス）
- オースティン & アリー（ネルソン）
- ギルモア・ガールズ
- glee/グリー（ブリトニー・ピアース〈ヘザー・モリス〉、ローレン・ザイゼス〈アシュリー・フィンク〉）
- 刑事フォイル（サム・スチュアート〈ハニーサックル・ウィークス〉[13]）
- コバート・アフェア CIA諜報員アニー
- THE MENTALIST メンタリストの捜査ファイル（サム・スタークス）
- CSI:10 科学捜査班（マデリン）
- CSI:ニューヨーク（エリー）
- CSI:マイアミ
- ジーク アンド ルーサー（ブリジット）
- シェイムレス 俺たちに恥はない（デビー・ギャラガー〈エマ・ケニー〉）
- シャナラ・クロニクルズ（アンバリー・エレッセディル〈ポピー・ドレイトン〉）
- 13の理由（ハンナ・ベイカー〈キャサリン・ラングフォード〉）※Netflixオリジナルドラマ
- 真相 - Truth Be Told（レイニー・バーマン、ジョジー・バーマン〈リジー・キャプラン〉）
- スキャンダル 託された秘密（クイン・パーキンス〈ケイティ・ロウズ〉）
- デイ・アフターZ（イリーナ〈ガリーナ・ズヴャギンツェヴァ〉）
- デスパレートな妻たち
- とび蹴り アチョ〜ズ!
- 跳べ!ロックガールズ〜メダルへの誓い（ケリー・パーカー）
- パスタ〜恋が出来るまで〜（パク・ミヒ）
- フォーリング スカイズ（メーガン）
- 復活（ソ・ウナ〈ハン・ジミン〉）
- プリティ・リトル・ライアーズ（マヤ・セント・ジャーメイン〈ビアンカ・ローソン〉）
- FRINGE/フリンジ
- ブルーブラッド 〜NYPD家族の絆〜
- ホワイトカラー
- 魔術師 MERLIN
- ミス・マープル4 ポケットにライ麦を（ティリー）
- メリは外泊中（ソラ）
- ユーリカ シーズン4（ジェシカ・ランスキー）
- ライ・トゥ・ミー 嘘は真実を語る
- レギオン（レニー・バスカー〈オーブリー・プラザ〉）
- LAW & ORDER（バージニア）
- 還魂 (ムドク/ チン・ブヨン)

#### アニメ
- おかしなガムボール（ママ〈ドクター・ニコル・ワタソン〉、ペニー・フイッツジェラルド）
- チャウダー
- ベイマックス（ハニー・レモン）
- ベイマックス ザ・シリーズ（ハニー・レモン）
- ルーニー・テューンズ・ショー（病院受付、テイラー、ウェイトレス）
- ジュラシック・ワールド/サバイバル・キャンプ（ロキシー）

### ラジオドラマ
- NHK FMシアター「三月の招待状」
- NHK FM 青春アドベンチャー「碧眼の反逆児 天草四郎」
- NHK FMシアター「もう一度あなたと」七海役

### ナレーション
- 知識はわれらを豊かにする 国立国家図書館の今（VP)

### シリーズ一覧
1. ↑  第2期（2017年）、第3期（2018年）